# Georg Hartmann (Komponist)
Georg Hartmann (* 6. Mai 1887 in Lewin, Kreis Glatz, Provinz Schlesien; † 30. Juni 1954 in Bielefeld, Westfalen) war ein deutscher Komponist und Heimatschriftsteller.

## Leben
Georg Hartmann zeigte schon früh musikalische Begabung und konnte schon mit 11 Jahren den Kantor Mader an der Orgel der Lewiner Kirche St. Michael vertreten. Um Lehrer zu werden, besuchte er die Landecker Präparandie und das Habelschwerdter Lehrerseminar, wo ihn sein Musiklehrer, der Komponist und spätere königliche Musikdirektor Georg Amft entscheidend förderte. Ab 1911 war er Lehrer an der katholischen Volksschule in Bad Landeck, nach der Ausweisung 1946 bis zur Pensionierung Lehrer in Ziegenhardt im Rheinland.

### Chorrektor
1922 wurde Hartmann Chorrektor an der Landecker  Pfarrkirche Mariä Geburt. Zu dieser Zeit zählte sein Kirchenchor zu den leistungsfähigsten in der ehemaligen Grafschaft Glatz. Kirchenmusikalische Spitzenleistungen unter seiner Leitung waren die Aufführungen de Krönungsmesse von Mozart, der Messe in C-Dur von Beethoven, der Festmesse von Nicolai, der Graner Messe von Liszt u. a. Zum Repertoire gehörten auch die anspruchsvollen Werke der neueren und älteren Kirchenkomponisten. Bei den Maiandachten erlebten viele neu komponierte Marienlieder ihre Uraufführung. Häufig sang als Solistin die Kammersängerin der Dresdner Staatsoper Margarete Siems (1876–1952), die in Landeck im Ruhestand lebte.

### Männergesangverein
Georg Hartmann war gleichzeitig Dirigent des Landecker Männergesangvereins. Zusammen mit dem von ihm geleiteten Kirchenchor führte er die oratorischen Werke Das Paradies und die Peri von Schumann, Das Märchen von der schönen Melusine und Die erste Walpurgisnacht von Mendelssohn Bartholdy sowie Die Jahreszeiten von Haydn auf. Die Aufführungen, bei denen das Landecker Kurorchester mitwirkte, fanden im Königin-Luisen-Saal statt. Auch die großen Heimat- und Trachtenfeste, die von der Badeverwaltung veranstaltet wurden, wurden vom Männergesangverein musikalisch umrahmt.

### Komponist
Das kompositorische Schaffen Georg Hartmanns bewegt sich auf vokalem Gebiet. Er komponierte und schrieb etwa 80 kirchliche und weltliche Chorgesänge, die fast alle im Druck erschienen. Neben einer Anzahl von Heimat- und Mundartliedern schrieb er auch Musik zu den Bühnenstücken der Heimatschriftsteller Bruno Neugebauer und Robert Karger.

### Heimatschriftsteller
Hartmanns Mundartgedichte zeigen den großen Kenner der Volksmentalität und der Beherrschung der Dialektsprache. In der Mundartdichtung fand er einen unverkennbar eigenen Stil mit einer treffsicheren Pointierung des Volkswitzes und des Volkshumors. Viele seiner Gedichte erschienen in Heimatzeitungen und -zeitschriften. Als Sammelbändchen erschienen:
- Heimatgedichte für meine Landsleute (Bielefeld 1948 und 1950)
- Quetschkatoffan on Puttermelch (Eichendorffgilde, Eichstätt 1949)
- Derhääme (Leimen-Heidelberg, 1955)
- Heitere Verse (Leimen-Heidelberg 1970)
- Häämte Groofschoft Glootz, Heitere und ernste Gedichte (Bielefeld 1989)